# Franculino Djú
Franculino Djú, né le 28 juin 2004 à Bissau en Guinée-Bissau, est un footballeur international bissaoguinéen. Il évolue au poste d'avant-centre au FC Midtjylland.

## Biographie

### En club
Né à Bissau en Guinée-Bissau, Franculino Djú est formé au Portugal, au Benfica Lisbonne notamment, qu'il rejoint en 2019 après avoir joué pour le CD Olivais e Moscavide. Le 7 août 2020, il signe son premier contrat professionnel avec Benfica. 
Lors de l'été 2023, il rejoint le Danemark afin de s'engager librement avec le FC Midtjylland. Le joueur et le club avaient un accord depuis le mois de février.
Le 17 août 2023, Franculino se fait remarquer en réalisant le premier triplé de sa carrière, lors d'une rencontre qualificative pour la phase de groupe de la Ligue Europa Conférence 2023-2024, face à l'Omónia Nicosie. Titulaire, il contribue à la victoire de son équipe par cinq buts à un.

### En sélection
Franculino Djú honore sa première sélection avec l'équipe nationale de Guinée-Bissau le 11 septembre 2023 contre la Sierra Leone. Titularisé, il se fait remarquer en marquant son premier but, permettant par la même occasion à son équipe de s'imposer (2-1 score final). En décembre 2023, il est retenu dans la liste des vingt-cinq joueurs bissao-guinéens sélectionnés par Baciro Candé pour disputer la Coupe d'Afrique des nations 2023.

## Statistiques
| Saison                | Club                  | Championnat           | Championnat | Championnat | Championnat | Coupe(s) nationale(s) | Coupe(s) nationale(s) | Coupe(s) nationale(s) | Supercoupe | Supercoupe | Supercoupe | Compétition(s) continentale(s) | Compétition(s) continentale(s) | Compétition(s) continentale(s) | Compétition(s) continentale(s) | Total | Total | Total |
| Saison                | Club                  | Division              | M.          | B.          | P.d.        | M.                    | B.                    | P.d.                  | M.         | B.         | P.d.       | Comp.                          | M.                             | B.                             | P.d.                           | M.    | B.    | P.d.  |
| 2023-2024             | FC Midtjylland        | Superliga             | 27          | 11          | 3           | 2                     | 1                     | 0                     | -          | -          | -          | C4                             | 3                              | 5                              | 0                              | 32    | 17    | 3     |
| 2024-2025             | FC Midtjylland        | Superliga             | 28          | 11          | 3           | 1                     | 1                     | 0                     | 0          | 0          | 0          | C1+C3                          | 6+6                            | 3+1                            | 3+0                            | 41    | 16    | 6     |
| 2025-2026             | FC Midtjylland        | Superliga             | 3           | 6           | 2           | 0                     | 0                     | 0                     | 0          | 0          | 0          | C3                             | 3                              | 1                              | 0                              | 6     | 7     | 2     |
| Total sur la carrière | Total sur la carrière | Total sur la carrière | 58          | 28          | 8           | 3                     | 2                     | 0                     | 0          | 0          | 0          | -                              | 18                             | 10                             | 3                              | 79    | 40    | 11    |

## Palmarès

### En club
| FC Midtjylland                                   |
| ------------------------------------------------ |
| - Championnat du Danemark (1) - Champion en 2024 |